# كروسيا
كروسيا أو كروسية (كروسيه في الوثائق التاريخية؛ Krussiah) هي منطقة ريفية تقع في الوسط الشرقي للبلاد التونسية. تتبع كروسيا معتمدية سيدي الهاني وولاية سوسة. تغطي هذه المنطقة مساحة 148.7 كيلومتر مربع وتعدّ 4562 ساكن بناءً على تعداد سنة 2014. وتنقسم كروسيا إلى قطاعين أساسيّين: (1) كروسيا المركزية (المساحة: 50.2 كيلومتر مربع؛ عدد السكان: 2620) و (2) كروسيا الغربية (المساحة: 98.2 كيلومتر مربع؛ عدد السكان: 1942). يشرف على كل من القطاعين شيخ يتم تحديده من قبل المعتمدية.استنادًا إلى مخطوطة يعود تاريخها إلى عام 1651، كانت تتبع كروسيا زاوية سيدي علي الوحيشي في القيروان قبل أن تستحوذ عليها بعض العائلات من مساكن في أوائل القرن التاسع عشر، ثم تصبح مشيخة مستقلة لقاعدة سوسة في نهاية القرن التاسع عشر (قاعدة: مصطلح إستخدمته قوات الإحتلال الفرنسي يفيد مايعرف الآن بالولاية). وفقًا للامبرت (Lambert)، تم تقسيم منطقة كروسيا إلى قسمين رئيسيين:
- كروسيه: 30 كم من قاعدة سوسة؛
- سحّالي: مركز كروسيا صغير (منطقة مابين الفرادة والشراشير) يقع على بعد 33 كم من قاعدة سوسة.

. يعرض الجدول التالي مختلف التجمّعات السكانيّة (الدوّار) في هاذين القسمين خلال أواخر القرن التاسع عشر وأوائل القرن العشرين:
| قاعدة (ولاية) | مشيخة (معتمديّة) | الشّيخ                                                                | العشيرة        | الدوّار                | مقرّ السكن       |
| ------------- | --------------- | -------------------------------------------------------------------- | -------------- | --------------------- | --------------- |
| سوسة          | كروسيا          | عمار بن الحاج حسن (أو حسّان) بن عبد الله (باشر العمل في 26 جوان 1898) | العزيب الوحيشي | العزيب الوحيشي        | كروسيه          |
| سوسة          | كروسيا          | عمار بن الحاج حسن (أو حسّان) بن عبد الله (باشر العمل في 26 جوان 1898) | أولاد سعيد     | العزيب                | كروسيه          |
| سوسة          | كروسيا          | عمار بن الحاج حسن (أو حسّان) بن عبد الله (باشر العمل في 26 جوان 1898) | أولاد سعيد     | أولاد عون             | كروسيه          |
| سوسة          | كروسيا          | عمار بن الحاج حسن (أو حسّان) بن عبد الله (باشر العمل في 26 جوان 1898) | أولاد سعيد     | السّعفات               | واد العطف       |
| سوسة          | كروسيا          | عمار بن الحاج حسن (أو حسّان) بن عبد الله (باشر العمل في 26 جوان 1898) | أولاد سعيد     | أولاد عبد الرحمان     | السّدْ            |
| سوسة          | كروسيا          | عمار بن الحاج حسن (أو حسّان) بن عبد الله (باشر العمل في 26 جوان 1898) | أولاد سعيد     | أولاد بو سعادة        | السّدْ            |
| سوسة          | كروسيا          | عمار بن الحاج حسن (أو حسّان) بن عبد الله (باشر العمل في 26 جوان 1898) | أولاد سعيد     | الشيّاب                | هنشير بير الحيّة |
| سوسة          | كروسيا          | عمار بن الحاج حسن (أو حسّان) بن عبد الله (باشر العمل في 26 جوان 1898) | أولاد سعيد     | أهل الجمّة (أو الجمعة) | هنشير موكاد     |

## أصول كلمة كروسيا (إيتيمولوجيا)
عبر التاريخ، استقرّت العديد من الحضارات في معظم أنحاء تونس بما في ذلك منطقة كروسيا. بالرّغم من عدم وجود اكتشافات أثريّة ضخمة في هذه المنطقة، إلا أنّ العثور على بعض القطع الأثرية في أماكن مختلفة من كروسيا من قبل الحملات الإستكشافية الفرنسية في أول الخمسينات أو عبر سكان المنطقة توحي بأنّ العديد من الإكتشافات التاريخيّة مازالت تنتظر علماء الآثار والمؤرخين لرفع الغبار عنها لو يكرّسون القليل من وقتهم وتركيزهم على هذه المنطقة.
يعتقد الباحث أحمد الباهي أن أصل كلمة كروسيا يعود إلى الحضارة الرّومانية ممتدّا من اسم المدينة الرومانية آنذاك خراسا (اليونانية: Χράῦσα) إستنادا على وصف بطليموس للمدن الرّومانية في شمال إفريقيا المحيطة بمدينة حضر موت (سوسة الآن)، وعُرفت أيضا باسم خرباسا (اليونانية: Χράβασα) في نصوص بروكوبيوس. واستنادًا إلى مولر وفيشر (Muller and Fischer) تحضى خراسا (كروسيا) بخطوط الطول والعرض التّالية في خريطة بطليموس: (خط الطول: 36 درجة؛ خط العرض: 32 درجة و40 جزء)؛ وتقع تحت مدينة حضر موت وبالقرب من أفروديسيوس. تمّ استخدام هذه الإحداثيّات لتقدير موقع كروسيا في خريطة بطليموس (SANDERUS للخرائط والكتب العتيقة). كما أدرج أبراهام أورتيليوس خرباسا (كروسيا) في خريطة شمال إفريقيا التي أُنتجت عام 1590 باستخدام الخريطة العظيمة لإفريقيا إستنادا لجياكومو غاستالدي Giacomo Gastaldi وسيكولوس ديودوروس Siculus Diodorus. وهذا لا يتعارض مع موقع خراسا حسب وصف بطليموس أوبروكوبيوس؛ مما يدعّم فرضية الباهي أنّ كروسيا هي خراسا الرومانيّة.

## كروسيا عبر التاريخ

### حجر كروسيا الرّوماني
في عام 1950، اكتشف عالم الآثار الفرنسي لويس فوشيه (Louis Foucher) حجرًا كلسيًا رماديًا منحوتًا بأحرف رومانية في هنشير الحيمر (منطقة أولاد سعيد؛ بالقرب من العزيب حاليّا)، ويتمثّل في حجر مسافة أو حجر كلمتر. يعود تاريخ هذا الحجر إلى عصر أوغسطان "Augustan"(من 43 قبل الميلاد إلى 18 ميلادي) في زمن الحاكم الروماني أفريكانوس فابيوس ماكسيموس (6 إلى 5 ق.م). تتكوّن النّقوش في الحجر من الكلمات الرومانيّة التّالية:
AFRICANVS
FABIVS Q. F.
MAXIMVS
COS VIIVIR
EPVLONVM
PRO COS XXCVII ou XXCXII

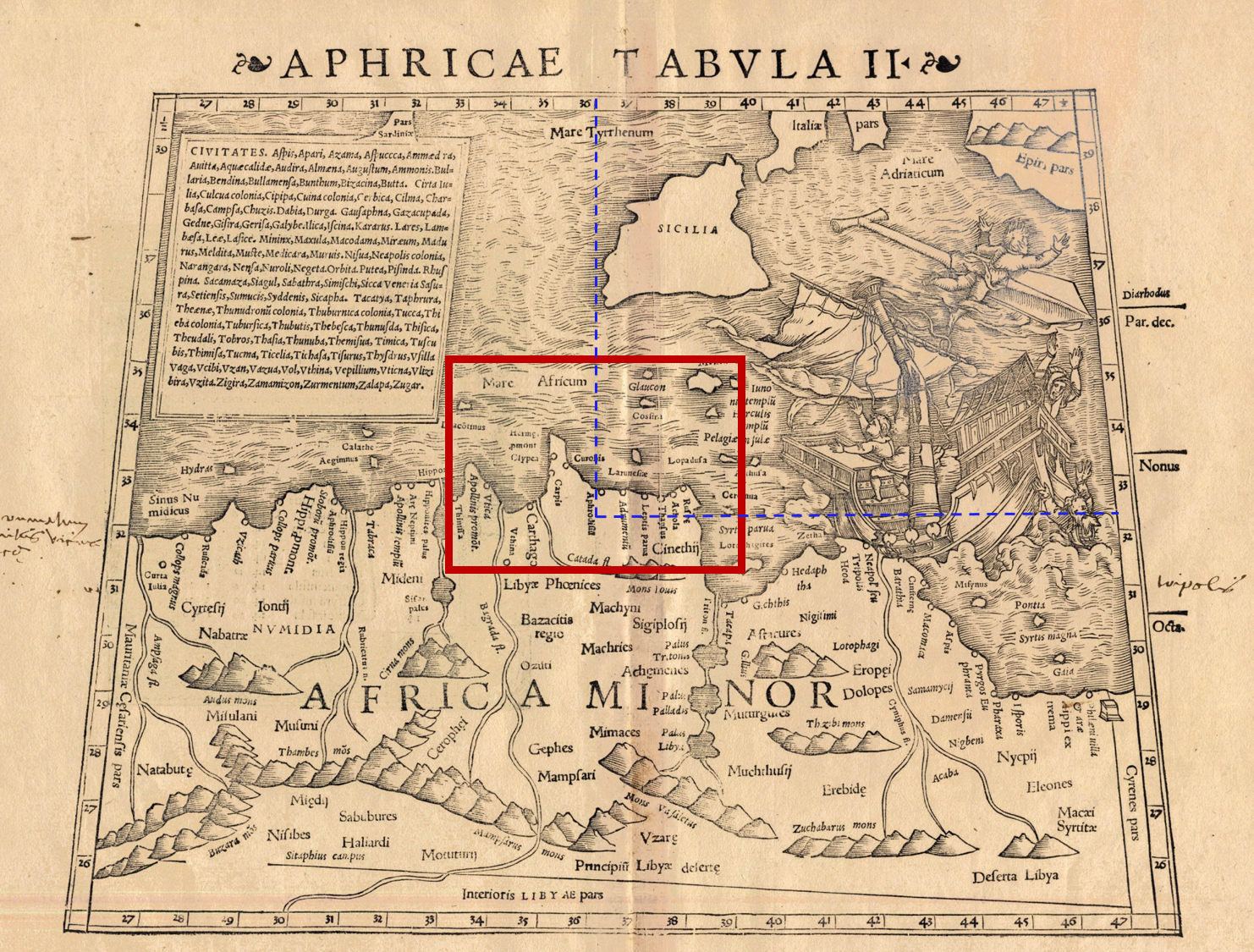
الموقع التقريبي لكروسيا (خراسا) حسب خريطة بطليموس

وفقًا لفوشير (Foucher)، يرمز السطر السّابع من النقوش (XXCVII) إلى الرّقم 87، والذي من المرجح أنّه يشير إلى مسافة طريق ثانويّة تربط مدينة سوفيتولا (Sufetula؛ المعروفة الآن باسم سبيطلة) بمدينة حضر موت وتمر عبر خراسا (كروسيا). تم إسقاط هذه الفرضية من قبل العديد من الباحثين نظرًا لعدم وجود دليل على وجود طرق محليّة قديمة في منطقة كروسيا.

في دراسة حديثة أجراها الغضّاب، يتبيّن أنّ حجر كروسيا هو في الواقع حجر حدوديً أين تتقاطع أربعة أقاليم مقنّنة: (1) خراسا في الشمال الغربي، (2)غرزة (Gurza؛ القلعة الكبيرة) في الشمال الشرقي، (3) فيكيس أوغوسطي (Vicus Augusti؛ سيدي الهاني) في الجنوب الغربي، و (4) سينازين (Cynazyn ؛الكنايس) في الجنوب الشرقي. في عام 1952، تم نقل حجر كروسيا إلى المتحف الأثري بسوسة حيث لا يزال هناك إلى هذه اللّحظة. 

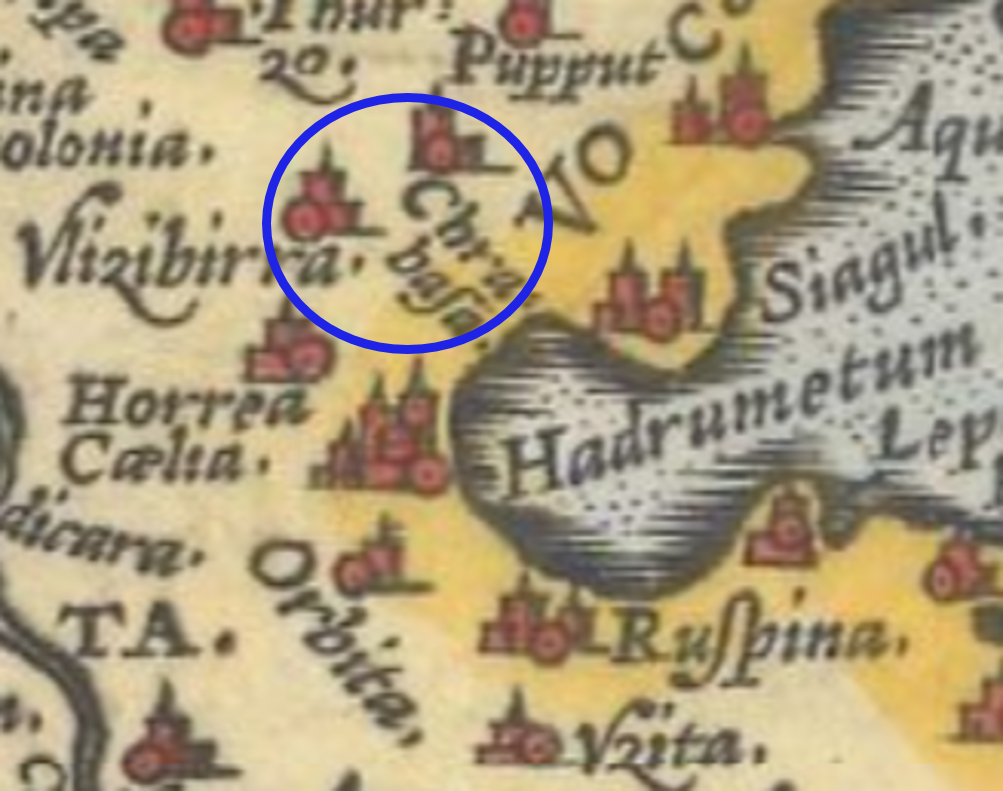
موقع كروسيا وفقًا لأورتيليوس

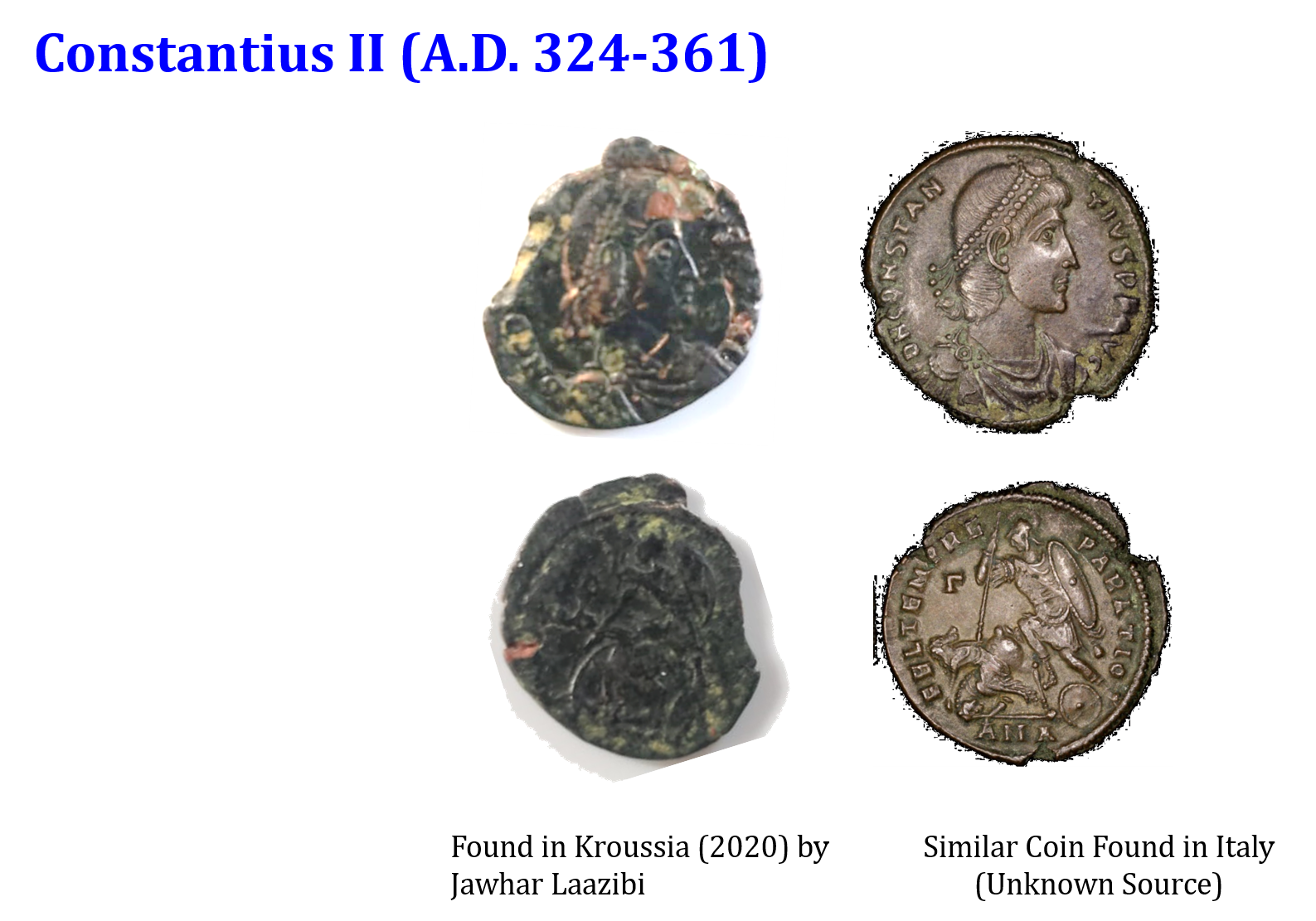

إلى جانب هذا الإكتشاف الهام، تم العثور على العديد من الأعمدة الرّخاميّة والعملات المعدنيّة الرومانية في مواقع مختلفة من منطقة كروسيا وتم الإحتفاظ بها في نفس متحف. لايزال سكّان كروسيا يعثرون على مختلف العملات المعدنية والتّحف التي تعود إلى حقبات تاريخية متعدّدة (على سبيل المثال، تعود إلى الحضارات الرّومانية والإسلاميّة والعثمانيّة، إلخ...)، وهذا من شأنه أن يحفّز علماء الآثار على المضي قدمًا وإستكمال البحوث في هذه المنطقة المثيرة للاهتمام.

### كروسيا في العقدين الأوّلين من الإستعمار الفرنسي

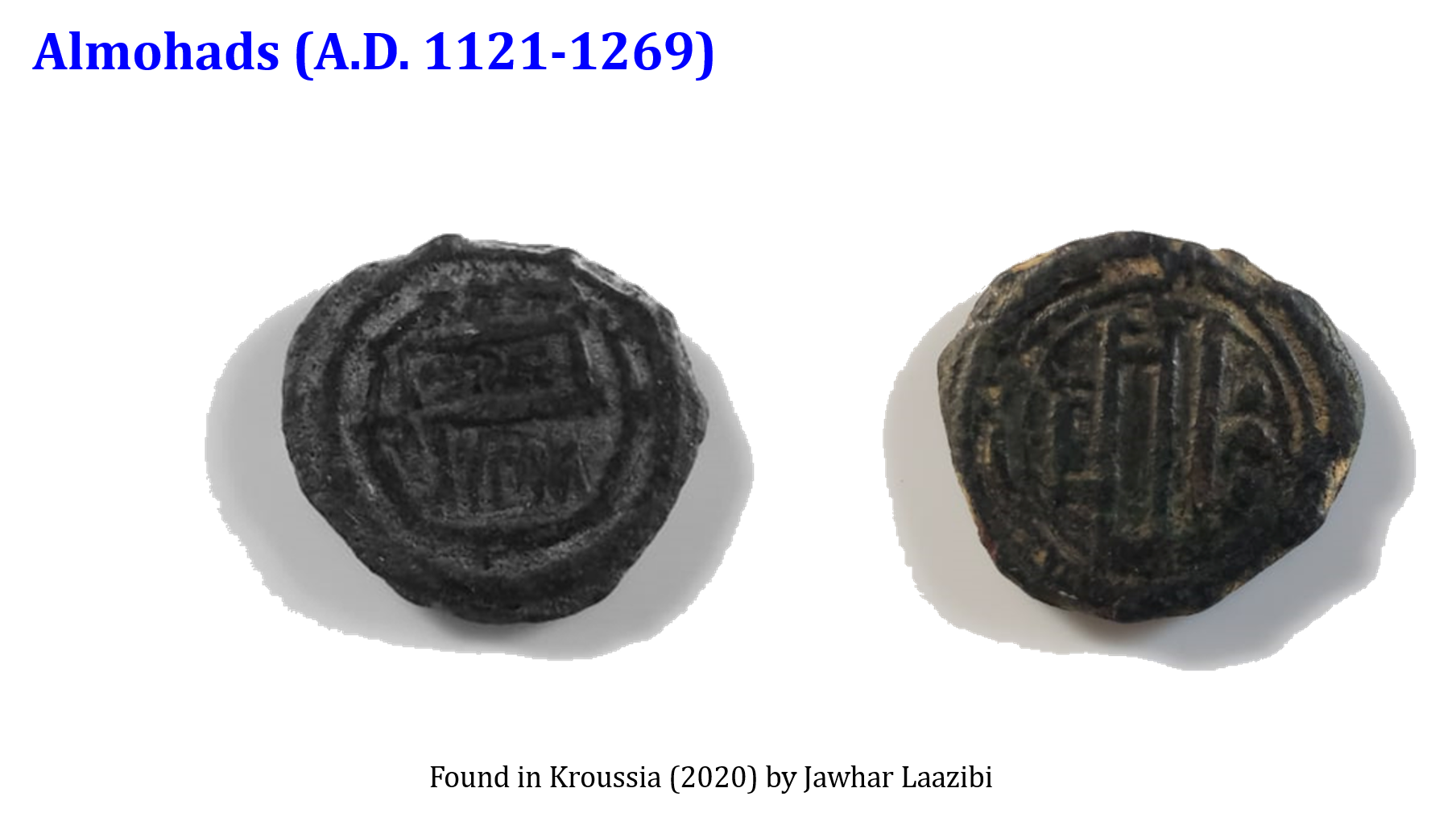

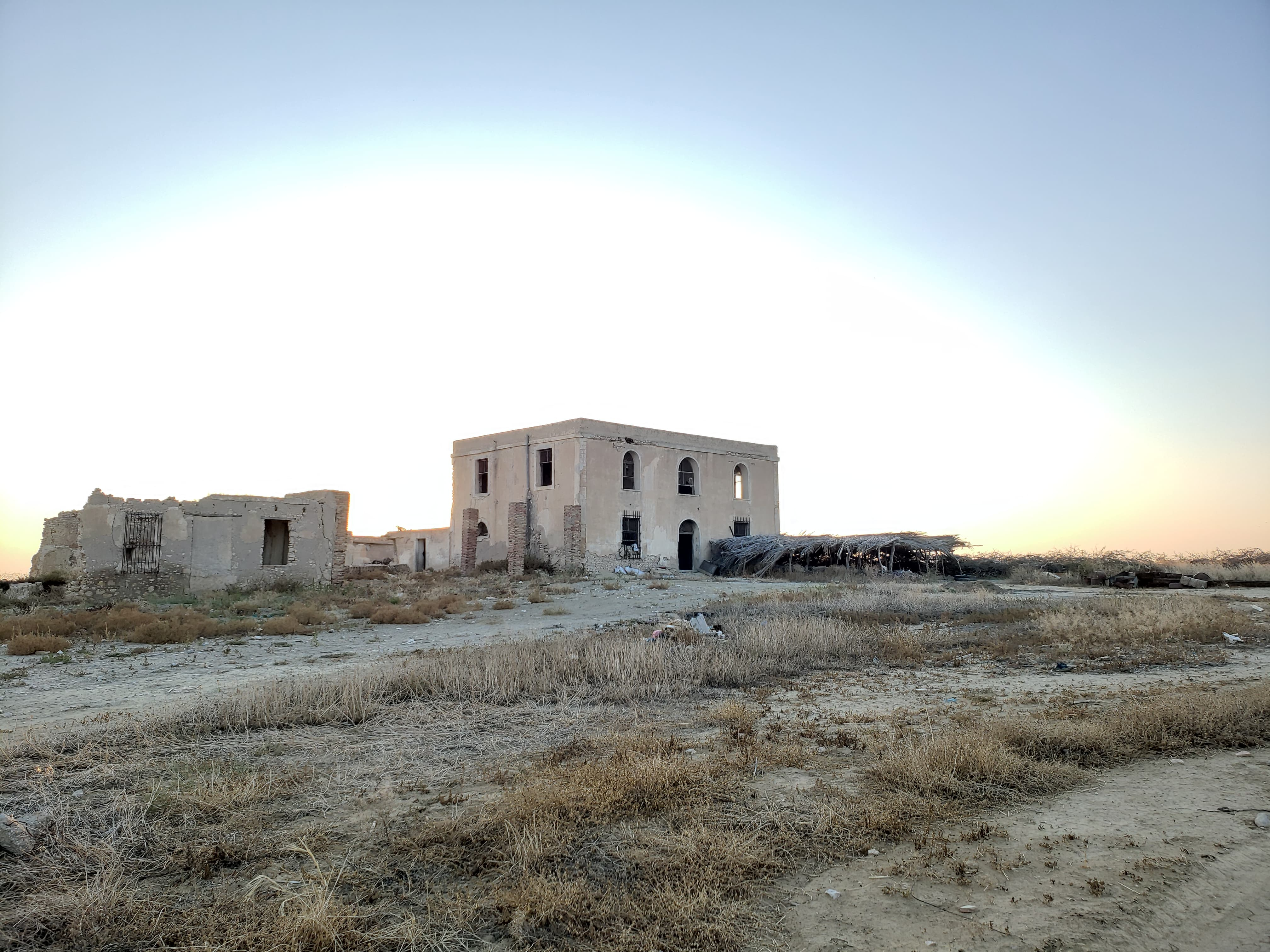
برج المقرون (دار المقرون) الواقعة بهنشير كروسيه (تم بنائه في أواخر 1870)

في عام 1881، قام الجيش الفرنسي بإحتلال تونس تحت اسم «الحماية الفرنسية» بعد ساعات قليلة من إجبار الباي آنذاك محمد الصادق على توقيع معاهدة باردو في 12 ماي 1881. وبعد أسابيع قليلة، بدأت القوات المسلّحة الفرنسية اجتياح المناطق الداخلية من تونس والسيطرة على المنشآت الحكومية وممتلكات المدنيين. خلال فترة الاستعمار الفرنسي لتونس، عُرفت كروسيا باسم «نطاق كروسيا-سحّالي Domaine de Krussiah-Sahali» أحد أكبر المناطق الفلاحيّة في المستعمرة، والّتي عُرفت بالأنشطة الزراعية الضّخمة (الزياتين، الكروم، والتّبغ إلخ...) في الوسط التّونسي. تم اكتشاف نطاق كروسيا-سحّالي من المستعمر الفرنسي لأول مرة في أكتوبر 1881، أين إجتمع قرابة 15,000مقاتل تونسي من قبائل مختلفة (أولاد سعيد، السّواسي، المثاليث، الهمّامة، الجلاص، والبعض من بني زيد) في وجه الجيش الفرنسي لحماية مدينتهم المقدّسة، القيروان.
وبعد سنوات قليلة من اكتشاف هذا النطاق المثير للإهتمام، سعت العديد من العائلات الثريّة في فرنسا لشراء نطاق كروسيا-سحّالي للإستوطان والاستثمار فيه من خلال بعث مشاريع فلاحيّة ضخمة على غرار غاندولف (Gandolphe) (مالك هنشير السّطح إلى حدود سنة 1891)، يوجين بُنُور (Eugene Bonhoure) (مالك كروسيه من 1883 إلى 1899)، ريفوكا (Revocat) (شريك بُنّور في ملك كروسيه من 1883إلى 1896)، ديفو (Devos) (مالك سحّالي من 1898 إلى 1900)، وآخرون.

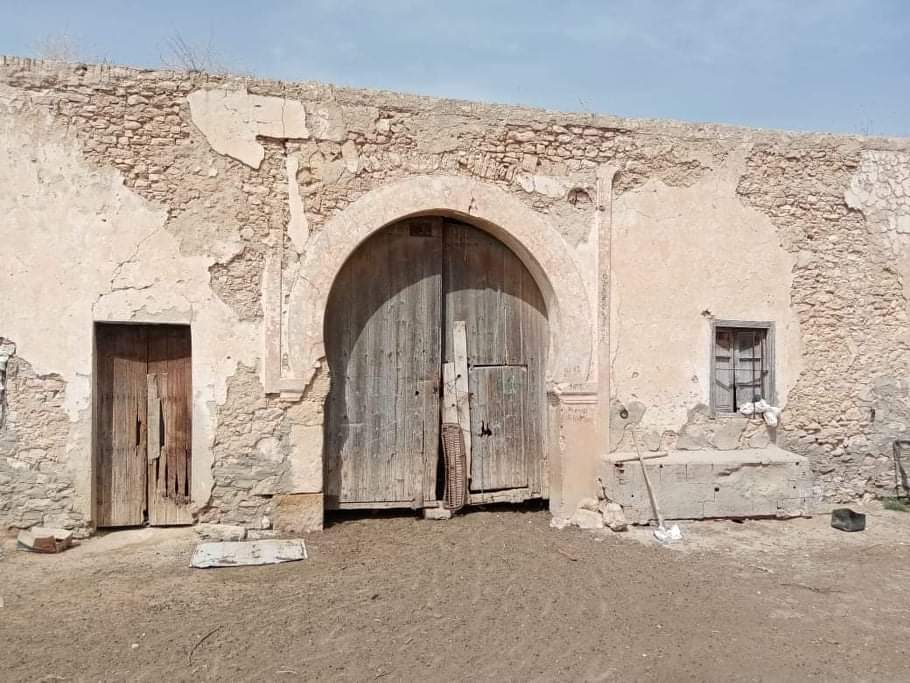
دار ناصو (Dar Nassau) الواقعة بهنشير المدام (داما) التابعة لنطاق كروسيا الشاسع (تم بنائه في أواخر القرن التاسع عشر)

في تلك الفترة (1881)، كان هنشير كروسيه (3,000 هكتار)على ملك عائلة البوراوي، أصيلة مدينة القلعة الصغيرة، قبل أن يباع ليوجين بُنُور وريفوكات مقابل 2,200 فرنك سنة 1883. من بين الشّخصيّات القليلة التي تركت بصمة كبيرة في تاريخ كروسيا، نذكر يوجين بُنُور (1832- 1914) صحفي ومحامي أصيل العاصمة الفرنسيّة باريس، منذ شرائه لنطاق كروسيه، سعى بُنُور للإستثمار في الأراضي الشّاسعة بالمنطقة وجعلها وجهة للمستوطنين الفرنسيين الذين تسارعوا بالمجيء إلى المنطقة والإستقرار فيها رفقة بعض المهاجرين الإيطاليّين. ساهم بُنٌور في النّقاشات حول إرساء خطّ السّكك الحديديّة سوسة - القيروان (1893) وجعلها تمرّ عبر نطاق كروسيه (Domaine de Krussiah)، ومع إنتهاء الأشغال بالسّكك الحديديّة سنة 1898، تمّ إنشاء محطّة كروسيا-سحّالي (Station de Krussiah-Sahali) في منطقة العزيب. وتنازل بُنُور سنة 1895 عن جزء كبير من أرضه لبعث سوق أسبوعيّة بكروسيه (كلّ أربعاء) حسب أوامر الباي آنذاك محمد علي باشا. كما منح بُنُور قطعة أرض من النّطاق لإقامة مدرسة إبتدائيّة أفتتحت سنة 1898 وسمّيت ب«المدرسة المختلطة اللائكيّة بكروسيا؛Ecole Mixte Laïque de Kroussia»، والّتي خُصّصت أساسا لأبناء المستوطنين الأجانب (فرنسيّين وإطاليّين) ولم تستثني أبناء السّكان الأصليّين لكروسيا. لكن لم تدم هذه المدرسة طويلا، حيث تمّ إغلاقها سنة 1902 وذلك لنقص عدد التّلاميذ الأجانب جرّاء نفور المستوطنين من كروسيا وتحوّلهم إلى مدن سوسة والمنستير.
سنة 1890، كتبت جريدة Le Sémaphore de Marseille أنّ بُنُور إستقبل مجموعة تتكوّن من عشرين شخصا قادمين من جبال الآلب غرب فرنسا (Les Hautes-Alpes) للإستقرار بكروسيا والعمل على زراعة الحبوب، والزّياتين، وأشجار اللّوز. كما أقرّ بُنُور أنّه في صورة نجاح هذه التّجربة الأولى من نوعها في هذا النطاق، فسيلتحق عدد أكبر من المستوطنين لإستغلال باقي الأراضي من نطاق كروسيه الشّاسع. ولم تحظى كلّ هذه التّجارب بالنّجاح الّذي كان يأمل إليه بُنُور إلى أن إلتحق أوقيسْتْ كارْتِيَ (Auguste Cartier) وعائلته إلى هنشير كروسيه (مركز نطاق كروسيه) من مدينة قارد (Gard) الفرنسيّة سنة 1892. في أحد تقاريره حول الوضع الإقتصادي المتردّي لمدن وأرياف السّاحل التوّنسي وعن حلول الممكنة لتخطّي هذه الأزمة، يصف ديروكا (Duroquet)، مدير الماليّة الفرنسي في تلك الفترة خلال زيارته لنطاق كروسيا، كارتي على أنه رجل ذكيّ وبالغ الفطنة، يبلغ من العمر خمس وخمسون سنة قضّى معضمها في خدمة الأرض (الزّراعات وتربية الماشية). وهذا ماجعل بُنُور يستنجد به ويكلّفه بإدارة هنشير كروسيه وعدّة قطع أخرى من نطاق كروسيه. وفي ظرف وجيز (مع دخول سنة 1898)، أصبح نطاقا كروسيا وسحالي من أشهر المستعمرات الفلاحية الفرنسية، واعتبرها ديروكا مكسبا إقتصاديا هاما لفرنسا من خلال وفرة الزياتين والكروم والحبوب، وحتى التبغ والقطن. ومن بين الشّخصيات الفرنسية التّي تهاتفت نطاق السحالي، نذكر اليهودي الثريّ شارل ديفو (Charles Devos)، رئيس تحرير الجريدة الفرنسية «الكلمة الحرّة» (La Libre Parole)، الذي إشترى 6,843 هكتار من هذا النطاق بقيمة 125,000 فرنك، سنة 1898.

### كروسيا في بداية القرن العشرين
و بعد مضي حوالي عقد، سنة 1907، إنتقلت الملكية الكلّية لنطاق السحالي إلى العقيد (Colonel) الفرنسي جورج ديستيناف (Georges Destenave) أين إستقرّ هناك إلى حدود إنطلاق الحرب العالمية الأولى سنة 1914 وساهم في بناء العديد من الآبار في هذا النطاق. كما لعب دورا كبيرا في تجنيد البعض من شباب كروسيا آنذاك لخوض الحرب العالمية الأولى تحت راية فرنسا. ومع إنتهاء الحرب العالمية الأولى وإستغناء العديد من المعمّرين الفرنسيين عن أملاكهم بكروسيا وعودتهم إلى فرنسا أو إنتقالهم إلى مدن أخرى من المستعمرة التونسية، شهدا نطاقا كروسيا وسحالي إنهيارا إقتصاديا جرّاء إهمال الأراضي وعدم الإستمرار في الأنشطة الفلاحية من قبل سكان المنطقة أو المالكين الجدد.
رغم آمال جلّ الخبراء والمختصّين في المجال الإقتصادي والفلاحي أنّ كروسيا ستصبح مركزا إقتصاديّا بإمتياز لتونس مع حلول القرن العشرين بحكم موقعها الجغرافي الإستراتيجي، ثروتها المائية، مجالها الشاسع، تضاريسها الملائمة، تربتها الخصبة، وإزدهارها الفلاحي والإقتصادي، إلا أنّ كلّ هذه الآمال إرتطمت بقساوة الواقع وإنعدام الرّغبة لدى السّكان الأصليّين لإستغلال هذه الظّروف والإيمان بتنبّؤات الخبراء من خلال خدمة الأرض بكروسيا وبناء مستقبل مشرق للأجيال التالية... لكن في الأثناء، حبّذ سكان كروسيا التّرحال كل سنة نحو الشّمال (فريقيا، سليمان، أو إشكل) بحثا عن قوت لهم ولماشيتهم.